# Yahya Hassan
Yahya Hassan (Århus, 19 mei 1995 - aldaar, 29 april 2020) was een Deens dichter. Door zijn islamkritische houding was hij een veelbesproken en controversieel figuur. Van zijn debuutbundel Digte ('Gedichten') werden meer dan 120.000 exemplaren verkocht en is daarmee de bestverkochte dichtbundel in Denemarken ooit.

## Biografie

### Jeugd
Hassan was een kind van Palestijnse ouders, die vanwege het Israëlisch-Palestijnse conflict in de jaren 80 via Libanon naar Denemarken vluchtten. Hij groeide op in een gezin met vier broers en zussen in een achterstandswijk met veel immigranten in Aarhus. Mede doordat hun vader tijdens de opvoeding veel geweld gebruikte, verliet Hassan al jong het geloof. Als 13-jarige jongen werd hij geplaatst in een instelling voor probleemjongeren op grond van aanpassingsproblemen en kleine criminaliteit. Daar ontwikkelde Hassan een grote belangstelling voor lezen en literatuur en begon hij gedichten te schrijven. Hassan noemde de Russische schrijver Dostojevski, de Deense dichter Michael Strunge en in het bijzonder het autobiografische werk van de Noorse schrijver Karl Ove Knausgård als inspiratiebron.

### Literaire carrière
In september 2013, net voor het verschijnen van zijn debuutbundel Digte, werd Hassan toegelaten aan de Forfatterskolen in Kopenhagen, een hogere, tweejarige kunstopleiding voor schrijftalent. Nog voordat Hassans debuutbundel uitkwam, kreeg het veel media-aandacht. In de autobiografische gedichten besprak hij het leven in een achterstandswijk en de bijkomende criminaliteit, maar had hij vooral kritiek op de oudere generatie migranten. Hassan stelde dat zij zich vastklampten aan de Koran, misbruik maakten van sociale voorzieningen, er in godsdienstig opzicht een dubbele moraal op nahielden en ervoor zorgden dat hun kinderen niet in de Deense samenleving zouden integreren.
Zijn boodschap leidde tot kritiek en doodsbedreigingen van de kant van Deense moslims, waarna Hassan beveiliging kreeg. De stadsbibliotheek van Odense annuleerde een geplande lezing vanwege aangekondigde aanslagen. De annulering leidde tot een parlementair debat in de Folketing over islamitische bedreigingen die de vrijheid van meningsuiting in Denemarken zouden aantasten.
In eerste instantie werden er slechts 800 exemplaren van de dichtbundel gedrukt. De uitgeverij Gyldendal verhoogde de oplage stapsgewijs: in oktober tot 11.000, in november tot 42.000, eind november tot 57.000 en begin december tot 93.000 exemplaren. Op vrijdag 13 december stelde de uitgeverij dat er 100.000 exemplaren waren verkocht. Met inmiddels meer dan 120.000 verkochte exemplaren is Digte de bestverkochte dichtbundel in Denemarken ooit. De rechten werden verkocht voor publicatie in Nederland, Duitsland, Noorwegen, Zweden, Finland, IJsland, Italië, Spanje, Brazilië.
De tweede bundel, Yahya Hassan 2, werd op 8 november 2019 gepubliceerd, wederom met lovende kritieken. In de 59 gedichten vertelde Hassan een persoonlijk verhaal, van zijn debuut als schrijver tot het moment dat hij gevangen werd gezet. De gedichten gaan over twijfel, eenzaamheid, woede en geweld, evenals de waanzin in de wereld en in jezelf, waardoor het niet lukt om liefde vast te houden. Op 20 februari 2020 werd de bundel genomineerd voor de prestigieuze Nordisk Råds Litteraturpris.

### Politieke carrière
Op 7 april 2015 kondigde Hassan in een persbericht aan dat hij zich had aangesloten bij de nieuw gevormde centrumlinkse politieke partij Nationalpartiet. De partij slaagde er echter niet in zich kandidaat te stellen. Bij de verkiezingen kreeg Hassan slechts 944 stemmen van de meer dan 20.000 stemmen die voor een zetel nodig waren. Op 9 februari 2016 liet de leider van de partij, Kashif Ahmad, weten dat Hassan gedwongen was de partij te verlaten nadat hij was gearresteerd wegens rijden onder invloed van drugs.
Een maand later, op 21 maart 2016, werd Hassan gearresteerd nadat hij een 17-jarige jongen in zijn voet geschoten had. Op 16 september werd hij veroordeeld tot 1 jaar en 9 maanden onvoorwaardelijke gevangenisstraf. Hassan werd op 19 december 2017 vrijgelaten.

## Overlijden
Op 29 april 2020 werd Hassan dood aangetroffen in zijn huurappartement. De doodsoorzaak is nooit bekendgemaakt. Hoewel Hassan zichzelf niet langer als moslim beschouwde, werd hij desondanks op 5 mei 2020 begraven op de islamitische begraafplaats van Vestre Kirkegård in Aarhus. Verschillende vooraanstaande moslims trokken immers in twijfel dat Hassan een afvallige was. Volgens hen was hij eerder een reflectieve moslim, die de islam nooit had afgezworen.

## Prijzen
- Bogforums debutantpris, 2013
- Bodil og Jørgen Munch-Christensens Kulturlegat, 2014
- Politikens Litteraturpris, 2014
- Weekendavisens litteraturpris, 2014

- Bibsys: 13068648
- Biblioteca Nacional de España: XX5451090
- Bibliothèque nationale de France: cb169108150 (data)
- Gemeinsame Normdatei: 1048197654
- International Standard Name Identifier: 0000 0004 2844 2628
- Library of Congress Control Number: nb2014005199
- Nederlandse Thesaurus van Auteursnamen: 376295910
- Système universitaire de documentation: 179050834
- Virtual International Authority File: 307167125
- WorldCat: E39PBJcrd77QVYHmJCC4B39kXd